# Alverdens porno
Alverdens porno er en dansk spillefilm fra 1972 instrueret af Ole Ørsted.

## Handling
Klip fra forskellige pornofilm.